# Usina del Arte
La Usina del Arte è un centro culturale e auditorium situato nell'ex centrale elettrica Don Pedro de Mendoza ("Usina" in spagnolo) nel quartiere La Boca di Buenos Aires. Fu costruito tra il 1912 e il 1916 per la Compagnia Elettrica Italo-Argentina (Compañía Italo-Argentina de Electricidad, CIAE) in stile rinascimentale fiorentino. Nel 2011 è stato inaugurato come centro culturale che ospita una sala sinfonica all'avanguardia, Auditorium e altre sale da concerto ed espositive.